# Темпераменты (юмореска)
«Темпераменты» — юмореска русского писателя XIX-XX века Антона Павловича Чехова, написанная в 1881 году и впервые опубликованная 17 сентября 1881 года под псевдонимом «Антоша Ч***» в пятом номере художественно-юмористического журнала «Зритель». Разрешение цензурного комитета было получено 14 сентября.
В 1882 году Антон Павлович планировал напечатать данное произведение в составе авторского сборника «Шалость». Ожидая проверки цензурным комитетом, автор внёс в юмореску некоторые изменения. В частности, было убрано упоминание газеты «Московские ведомости». Позже по этому поводу Н. А. Лейкин писал Чехову: «С тех пор, как в Главном управлении по делам печати засел Феоктистов, услужливые цензора вымарывают отовсюду слова „Катков“ и „Московские ведомости“, если об них говорится без должного уважения». Сборник был отпечатан, но в итоге был не допущен цензурой.
Несмотря на цензуру, исследователи творчества Чехова отмечали, что редакция «Московских ведомостей» упоминается в юмореске как «известнейший, бессмертнейший сосед „Зрителя“». Прототипом холерико-меланхолика из юморески послужил Михаил Никифорович Катков, против которого и была направлена сатира этой части произведения.
Идею юморески позже позаимствовал Николай Михайлович Ежов. По мнению Михаила Громова, реализация получилась недостаточно талантливо.